# اگیتو
اگیتو (به لاتین: Egito) یک منطقهٔ مسکونی در آنگولا است که در Lobito واقع شده‌است.